# Phytoecia approximata
Phytoecia approximata är en skalbaggsart som beskrevs av Pu 1992. Phytoecia approximata ingår i släktet Phytoecia och familjen långhorningar. Inga underarter finns listade i Catalogue of Life.